# 24 uur van Le Mans 1969

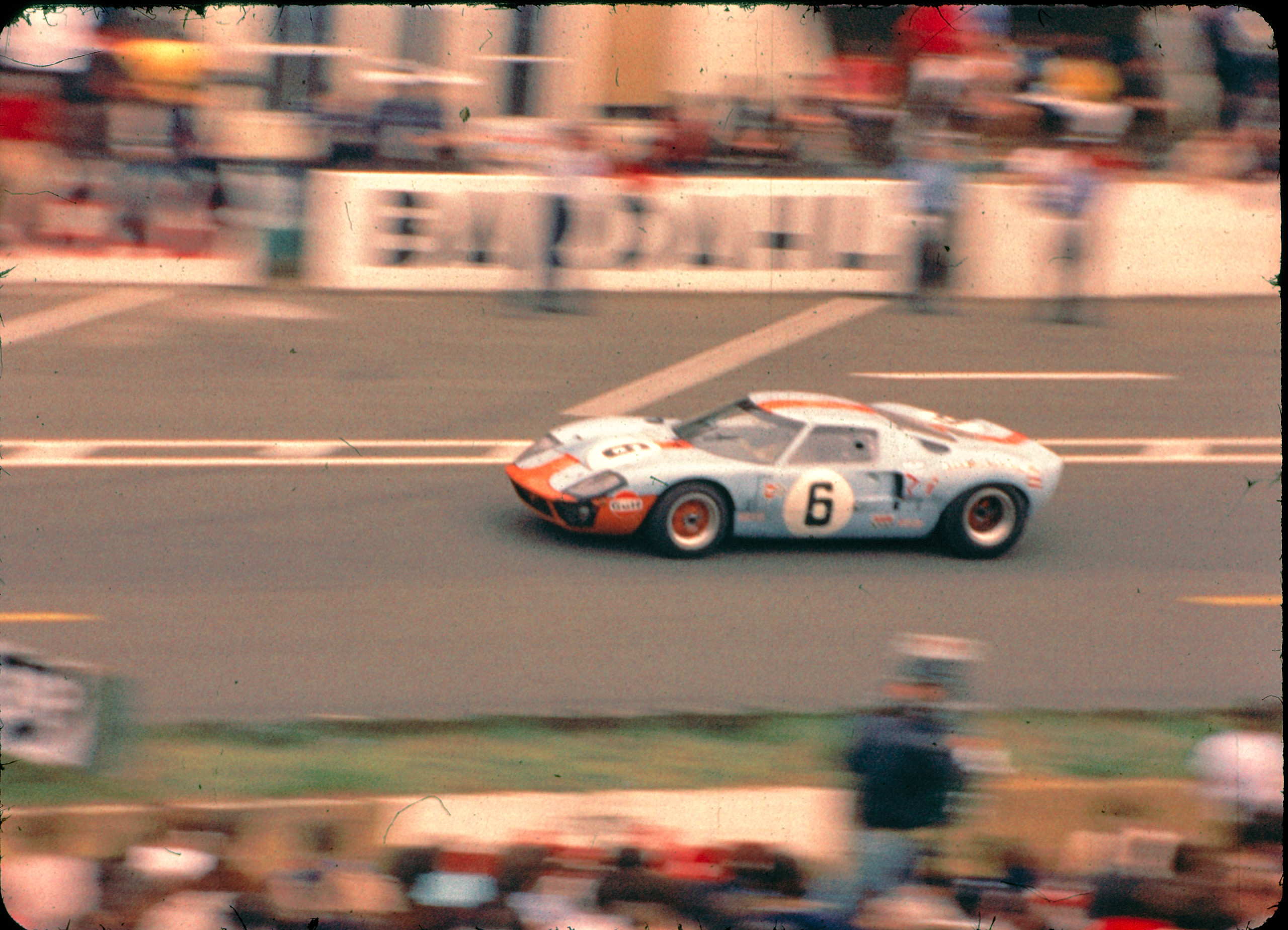
De winnende auto: de Ford GT40 #6.

De 24 uur van Le Mans 1969 was de 37e editie van deze endurancerace. De race werd verreden op 14 en 15 juni 1969 op het Circuit de la Sarthe nabij Le Mans, Frankrijk.
De race werd gewonnen door de JW Automotive Engineering #6 van Jacky Ickx en Jackie Oliver, die allebei hun eerste Le Mans-zege behaalden. De P 3.0-klasse werd gewonnen door de Porsche System Engineering #64 van Hans Herrmann en Gérard Larrousse. De S 2.0-klasse werd gewonnen door de Christian Poirot #39 van Christian Poirot en Pierre Maublanc. De GT 2.0-klasse werd gewonnen door de Jean-Pierre Gaban #41 van Jean-Pierre Gaban en Yves Deprez. De P 1.15-klasse werd gewonnen door de Société des Automobiles Alpine #50 van Alain Serpaggi en Christian Ethuin.
Dit was de laatste keer dat de race begon met een zogenaamde Le Mansstart, waarbij coureurs over het circuit naar hun auto's renden, startten en zo snel mogelijk wegreden. Een jaar eerder crashte Willy Mairesse in de eerste ronde omdat hij was afgeleid door de deur van zijn auto, die nog niet helemaal dicht zat, waardoor hij zijn carrière als coureur moest beëindigen. In protest tegen de start liep Jacky Ickx tijdens de start in 1969 rustig naar zijn auto en nam hij rustig de tijd om zijn gordels om te doen. Ondertussen crashte privécoureur John Woolfe en rolde zijn auto over de kop. Omdat zijn gordels nog niet volledig vastzaten, werd hij uit de auto geslingerd en kwam hij bij dit ongeluk om het leven.

## Race
Winnaars in hun klasse zijn vetgedrukt. Auto's die minder dan 70% van de afstand van de winnaar van hun klasse hadden afgelegd werden niet geklasseerd. De Scuderia Filipinetti #59 werd gediskwalificeerd omdat de olie van deze auto te vroeg werd bijgevuld.
| Pos. | Klasse  | No. | Team                                       | Coureurs                                  | Chassis                      | Motor                     | Banden | Ronden |
| ---- | ------- | --- | ------------------------------------------ | ----------------------------------------- | ---------------------------- | ------------------------- | ------ | ------ |
| 1    | S 5.0   | 6   | JW Automotive Engineering                  | Jacky Ickx Jackie Oliver                  | Ford GT40                    | Ford 4.9L V8              | F      | 372    |
| 2    | P 3.0   | 64  | Porsche System Engineering                 | Hans Herrmann Gérard Larrousse            | Porsche 908LH Coupé          | Porsche 3.0L F8           | D      | 372    |
| 3    | S 5.0   | 7   | JW Automotive Engineering                  | David Hobbs Mike Hailwood                 | Ford GT40                    | Ford 4.9L V8              | F      | 368    |
| 4    | P 3.0   | 33  | Equipe Matra-Elf                           | Jean-Pierre Beltoise Piers Courage        | Matra-Simca MS650            | Matra 3.0L V12            | D      | 368    |
| 5    | P 3.0   | 32  | Equipe Matra-Elf                           | Jean Guichet Nino Vaccarella              | Matra-Simca MS630            | Matra 3.0L V12            | D      | 359    |
| 6    | S 5.0   | 68  | Deutsche Auto Zeitung                      | Helmut Kelleners Reinhold Joest           | Ford GT40                    | Ford 4.7L V8              | D      | 341    |
| 7    | P 3.0   | 35  | Equipe Matra-Elf                           | Nanni Galli Robin Widdows                 | Matra-Simca MS630/650        | Matra 3.0L V12            | D      | 330    |
| 8    | S 5.0   | 17  | North American Racing Team                 | Teodoro Zeccoli Sam Posey                 | Ferrari 275LM                | Ferrari 3.3L V12          | G      | 329    |
| 9    | S 2.0   | 39  | Christian Poirot                           | Christian Poirot Pierre Maublanc          | Porsche 910                  | Porsche 1991cc F6         | D      | 312    |
| 10   | GT 2.0  | 41  | Jean-Pierre Gaban                          | Jean-Pierre Gaban Yves Deprez             | Porsche 911S                 | Porsche 1991cc F6         | D      | 306    |
| 11   | GT 2.0  | 40  | Auguste Veuillet                           | Claude Ballot-Léna Guy Chasseuil          | Porsche 911T                 | Porsche 1991cc F6         | D      | 301    |
| 12   | P 1.15  | 50  | Société des Automobiles Alpine             | Alain Serpaggi Christian Ethuin           | Alpine A210                  | Renault-Gordini 1005cc S4 | D      | 292    |
| 13   | GT 2.0  | 44  | Claude Laurent                             | Claude Laurent Jacques Marché             | Porsche 911T                 | Porsche 1991cc F6         |        | 287    |
| 14   | GT 2.0  | 67  | Philippe Farjon                            | Philippe Farjon Jacques Dechaumel         | Porsche 911S                 | Porsche 1991cc F6         | D      | 286    |
| DNF  | S 5.0   | 12  | Porsche System Engineering                 | Vic Elford Richard Attwood                | Porsche 917LH                | Porsche 4.5L F12          | D      | 327    |
| DNF  | P 3.0   | 22  | Porsche System Engineering                 | Rudi Lins Willi Kauhsen                   | Porsche 908LH Coupé          | Porsche 3.0L F8           | D      | 317    |
| DNF  | P 1.6   | 45  | Société des Automobiles Alpine             | Jean-Claude Killy Bob Wollek              | Alpine A210                  | Renault-Gordini 1470cc S4 | D      | 242    |
| DNF  | GT 2.0  | 66  | Jean Egreteaud                             | Jean Edreteaud Raymond Lopez              | Porsche 911T                 | Porsche 1991cc F6         |        | 241    |
| DNF  | P 3.0   | 18  | SpA Ferrari SEFAC                          | Pedro Rodríguez David Piper               | Ferrari 312P Coupé           | Ferrari 3.0L V12          | F      | 223    |
| DNF  | P 3.0   | 29  | Ecurie Savin-Calberson                     | Patrick Depailler Jean-Pierre Jabouille   | Alpine A220/69               | Renault-Gordini 3.0L V8   | M      | 209    |
| DNF  | P 3.0   | 23  | Porsche System Engineering                 | Udo Schütz Gerhard Mitter                 | Porsche 908LH Coupé          | Porsche 3.0L F8           | D      | 199    |
| DNF  | S 5.0   | 2   | Scuderia Filipinetti                       | Jo Bonnier Masten Gregory                 | Lola T70 Mk.IIIB             | Chevrolet 5.0L V8         | F      | 196    |
| DNF  | GT +2.0 | 1   | Scuderia Filipinetti                       | Henri Greder Reine Wisell                 | Chevrolet Corvette C3        | Chevrolet 7.0L V8         | G      | 196    |
| DNF  | GT 2.0  | 63  | Marcel Martin                              | René Mazzia Pierre Mauroy                 | Porsche 911T                 | Porsche 1991cc F6         |        | 174    |
| DNF  | P 3.0   | 31  | Société des Automobiles Alpine             | Jean-Pierre Nicolas Jean-Luc Thérier      | Alpine A220/68               | Renault-Gordini 3.0L V8   | D      | 160    |
| DNF  | P 3.0   | 34  | Ecurie Matra-Elf                           | Johnny Servoz-Gavin Herbert Müller        | Matra-Simca MS630/650        | Matra 3.0L V12            | D      | 158    |
| DNF  | S 5.0   | 14  | Porsche System Engineering                 | Rolf Stommelen Kurt Ahrens Jr.            | Porsche 917LH                | Porsche 4.5L F12          | D      | 148    |
| DNF  | P 3.0   | 28  | Société des Automobiles Alpine             | Jean Vinatier André de Cortanze           | Alpine A220/69               | Renault-Gordini 3.0L V8   | D      | 133    |
| DNF  | S 5.0   | 8   | Peter Sadler                               | Peter Sadler Paul Vestey                  | Ford GT40                    | Ford 4.7L V8              | F      | 106    |
| DNF  | S 2.0   | 43  | J. C. Bamford Excavators Ltd               | Roger Enever Peter Brown                  | Chevron B8                   | BMW 1991cc S4             |        | 100    |
| DNF  | P 1.3   | 49  | Trophée Le Mans Alpine                     | Jacques Foucteau Patrice Compain          | Alpine A210                  | Renault-Gordini 1296cc S4 |        | 97     |
| DNF  | P 2.0   | 38  | Racing Team VDS                            | Gustave Gosselin Claude Bourgoignie       | Alfa Romeo T33/B             | Alfa Romeo 1996cc V8      | D      | 76     |
| DNF  | P 3.0   | 20  | Hart Ski Racing Porsche System Engineering | Jo Siffert Brian Redman                   | Porsche 908/02LH             | Porsche 3.0L F8           | F      | 60     |
| DNF  | P 3.0   | 30  | Société des Automobiles Alpine             | Jean-Claude Andruet Henri Grandsire       | Alpine A220/69               | Renault-Gordini 3.0L V8   |        | 48     |
| DNF  | S 5.0   | 9   | Alan Mann Racing Ltd.                      | Frank Gardner Malcolm Guthrie             | Ford GT40                    | Ford 4.9L V8              | G      | 42     |
| DSQ  | GT +2.0 | 59  | Scuderia Filipinetti                       | Claude Haldi Jacques Rey                  | Ferrari 275 GTB Competizione | Ferrari 3.3L V12          | G      | 39     |
| DNF  | P 3.0   | 36  | Racing Team VDS                            | Teddy Pilette Rob Slotemaker              | Alfa Romeo T33/B             | Alfa Romeo 2.5L V8        | D      | 36     |
| DNF  | GT 2.0  | 42  | Wicky Racing Team                          | André Wicky Edgar Berney                  | Porsche 911T                 | Porsche 1991cc F6         | D      | 34     |
| DNF  | P 2.0   | 62  | Mark Konig                                 | Mark Konig Tony Lanfranchi                | Nomad Mk 2                   | BRM 1998cc V8             | D      | 28     |
| DNF  | P 2.0   | 37  | Donald Healey Motor Company                | Clive Baker Jeff Harris                   | Healey SR                    | Coventry Climax 1998cc V8 | D      | 14     |
| DNF  | P 1.15  | 51  | Ecurie Fiat-Abarth France                  | Maurizio Zanetti Ugo Locatelli            | Abarth 1000SP                | Abarth 1001cc S4          | D      | 9      |
| DNF  | P 2.0   | 60  | Robert Buchet                              | Jean de Mortemart Jean Mésange            | Porsche 910                  | Porsche 1991cc F6         | D      | 4      |
| DNF  | P 1.6   | 46  | Ecurie Savin-Calberson                     | Alain LeGuellec Bernard Tramont           | Alpine A210                  | Renault-Gordini 1470cc S4 | M      | 1      |
| DNF  | P 3.0   | 19  | SpA Ferrari SEFAC                          | Chris Amon Peter Schetty                  | Ferrari 312P Coupe           | Ferrari 3.0L V12          | F      | 0      |
| DNF  | S 5.0   | 10  | John Woolfe Racing                         | John Woolfe Herbert Linge                 | Porsche 917                  | Porsche 4.5L F12          | D      | 0      |
| DNS  | S 5.0   | 15  | Porsche System Engineering                 | Herbert Linge Brian Redman Rudi Lins      | Porsche 917LH                | Porsche 4.5L F12          |        | 0      |
| DNS  | S 5.0   | 16  | North American Racing Team                 | Sam Posey Bob Grossman                    | Ferrari 365 GTB/4 Daytona    | Ferrari 4.4L V12          |        | 0      |
| DNQ  | P 1.3   | 58  | Ecurie ASA-ESCA                            | Jean-Pierre Hanrioud Dominique Martin     | Ford GT40                    | Ford 4.9L V8              |        | 0      |
| DNS  | S 2.0   | 61  | North American Racing Team                 | Robert Mieusset Ricardo Rodriguez Cavazos | Dino 206 S                   | Ferrari 1986cc V6         |        | 0      |
| DNQ  | P 1.3   | 47  | Unipower Cars                              | Piers Forrester Stanley Robinson          | Unipower GT                  | BMC 1293cc S4             |        | 0      |
| DNQ  | P 1.3   | 48  | Piper Cars Ltd                             | Tim Lalonde John Burton                   | Piper GTR                    | Ford 1300cc S4            |        | 0      |
| DNA  | S 5.0   | 57  | Lola Cars Ltd                              | Ulf Norinder                              | Lola T70 Mk. III             | Chevrolet 5.0 L V8        |        | 0      |
| DNA  | P 1.15  | 69  | Jacques Bourdon                            | Jacques Bourdon Christian Ethuin          | Alpine A210                  | Renault-Gordini 1005cc S4 |        | 0      |

1923 · 1924 · 1925 · 1926 · 1927 · 1928 · 1929 · 1930 · 1931 · 1932 · 1933 · 1934 · 1935 · 1936 · 1937 · 1938 · 1939 · 1940 - 1948 · 1949 · 1950 · 1951 · 1952 · 1953 · 1954 · 1955 (Ramp) · 1956 · 1957 · 1958 · 1959 · 1960 · 1961 · 1962 · 1963 · 1964 · 1965 · 1966 · 1967 · 1968 · 1969 · 1970 · 1971 · 1972 · 1973 · 1974 · 1975 · 1976 · 1977 · 1978 · 1979 · 1980 · 1981 · 1982 · 1983 · 1984 · 1985 · 1986 · 1987 · 1988 · 1989 · 1990 · 1991 · 1992 · 1993 · 1994 · 1995 · 1996 · 1997 · 1998 · 1999 · 2000 · 2001 · 2002 · 2003 · 2004 · 2005 · 2006 · 2007 · 2008 · 2009 · 2010 · 2011 · 2012 · 2013 · 2014 · 2015 · 2016 · 2017 · 2018 · 2019 · 2020 · 2021 · 2022 · 2023 · 2024